# Гатцук Микола Олексійович

«Українська абетка» («Украı́н́ска абèтка») М. Гаццука (М. О. Гатцука), Москва, 1861 р. — один з найперших українських букварів.

Уривок з Абетки

Мико́ла Олексі́йович Гатцу́к — український фольклорист, мовознавець, письменник другої половини XIX століття. Брат Олексія Олексійовича Гатцука.

## Творча діяльність
Видав збірники:
- «Ужинок рідного поля» (1857) — вміщено українські пісні, думи, приказки, прислів'я;
- «Дев'ять струн української бандури» (1863) — подано українські пісні з нотами.

Написав один із перших українських букварів — «Українська абетка», де серед інших матеріалів уміщено українські думи про Хвеська Ганжу Андибера, про смерть козака-бандуриста, про бідну вдову, про сестру та брата, українські прислів'я, приказки, колядки тощо.
Автор драми «Оксана» (1907), позначеної впливом українських народних пісень.

## Правопис
Гатцук досліджував питання українського правопису. У статті «Про правописи, заявлені українськими письменниками з 1834 року по 1861 р.» («Основа», 1862, № 7) охарактеризував системи українського правопису, що їх розробили Михайло Максимович, Левко Боровиковський, Амвросій Метлинський, Пантелеймон Куліш та ін. Стаття була спрямована проти кулішівки.
Михайло Максимович відстоював етимологічний правопис із використанням діакритичних знаків для відтворення української вимови. Спробу наблизити українське письмо до фонетичного зробив Пантелеймон Куліш у виданні «Записки о Южной Руси» (1856) та в «Граматці» (1857). Значно далі в фонетизації українського правопису пішов Гатцук. У книжці «Ужинок рідного пол'а», виданій під псевдонімом М. Куций, він фактично застосував фонетичну транскрипцію з великою кількістю надрядкових знаків. Наприклад:
| Ŏколиб нε ц’а важка скрута татарс’кого лиха, миб ўже здаўнаб мали своу рідну моўу, пис’мєнє і достоту °вироблєну; св’атоблиўε °слово Божε і ỏго заповіт вірісне кожнй-б тамиу; і нε було б ўнεвічинε ріднε слоўо; миб тоді мали своỷ Літεратуру, своỷ осноўу а’сного жит’а’. |
Застосований Гатцуком у букварі, у низці інших творів правопис (використання надрядкових знаків при відповідних буквах — крапок, дужок, рисок тощо) не набув поширення. Як зазначав Микола Сумцов у статті про Гатцука в енциклопедії Брокгауза та Ефрона, «правопис дуже дивний і незручний».